# 13922 Kremenia
13922 Kremenia eller 1985 SX2 är en asteroid i huvudbältet som upptäcktes den 19 september 1985 av det rysk-sovjetiska astronomparet Nikolaj och Ljudmila Tjernych vid Krims astrofysiska observatorium på Krim. Den har fått sitt namn efter den sovjetiske och ukrainske vetenskapsmannen och politiken Vasyl Kremen.
Asteroiden har en diameter på ungefär fem kilometer.